# المنافس (فلم 2000)
المنافس (بالإنجليزية: The Contender) فيلم دراما سياسية أمريكي صدر سنة 2000، من تأليف وإخراج رود لوري. نجوم الفيلم هم: غاري أولدمان، جوان ألين، جيف بريدجز وكريستين سلاتر. يحكي الفيلم قصة رئيس أمريكي خيالي (جيف بريدجز) والأحداث المتعلقة بتعيين نائب جديد له (جوان ألين).

## روابط خارجية
- المنافس على موقع IMDb (الإنجليزية)
- المنافس على موقع ميتاكريتيك (الإنجليزية)
- المنافس على موقع الموسوعة البريطانية (الإنجليزية)
- المنافس على موقع روتن توميتوز (الإنجليزية)
- المنافس على موقع نتفليكس (الإنجليزية)
- المنافس على موقع قاعدة بيانات الأفلام العربية
- المنافس على موقع ألو سيني (الفرنسية)
- المنافس على موقع Turner Classic Movies (الإنجليزية)
- المنافس على موقع أول موفي (الإنجليزية)
- المنافس على موقع بوكس أوفيس موجو (الإنجليزية)